# Serritslev
 Ikke at forveksle med  Serridslev.
Serritslev er en lille by i Vendsyssel med 484 indbyggere  (2024). Byen er beliggende i Brønderslev Kommune og hører til Region Nordjylland. Serritslev er over 800 år gammel, hvilket bevidnes af kirkens alder. Bebyggelsen ligger 8 kilometer nord for Brønderslev og 32 kilometer nord for Aalborg.

## Om landsbyen
Serritslev har i mange år haft en købmandsgård under forskellige kæder. I dag hedder den Købmandsgården. Byen har egen skole fra børnehaveklassen til 9. klasse med lidt over 100 elever samt to specialskoler. Derudover findes der i Serritslev forskellige virksomheder og børnepasninger samt en større sportshal, Vendelbohallen. Sportsforeningen PSI hører til i og omkring Vendelbohallen. I Serritslev kan man spille fodbold, håndbold, futsal, gymnastik, cross gym og gå til kor.
Brønderslev Biblioteks bogbus har biblioteksfunktionen i byen. Der findes også en række foreninger i sognet, inklusive en afdeling af KFUM-spejderne, en dartklub og et husholdningsudvalg. Derudover afholdes der i borgerforeningens regi en årlig dilettantforestilling, loppemarked og lignende aktiviteter. Team Serritslev koordinerer forskellige aktiviteter i forbindelse med f.eks. julefest, sommerfest, Sankt Hans-bål på skovpladsen og fastelavnsfest. Ved Serritslev findes en fiskepark, og der er skov og et større naturområde med bl.a. Kalum Mose og oldtidshøje.
Serritslev Kirke er en kullet kirke (en kirke uden tårn). Den er placeret tæt på oldtidshøjen Klanghøj, hvor kirkens klokkestabel nu er. Kirken blev opført i sidste halvdel af 1100-tallet i den store kirkebyggeperiode. Kirken er opført i tilhuggede granitkvadre på en sokkel. Kirkens nordside har beholdt to oprindelige vinduer i rundbuestil.
I de senere år er der sket en udvikling i byen med udstykninger af grunde, nybyggerier, nybygget sportshal, multibane og udbygning af skovpladsens legeplads.
Der er busforbindelse til Hjørring via Vrå og Aalborg via Brønderslev med linje 72 fra Nordjyllands Trafikselskab.

## Kendte personer fra byen
- Folketings- og regionsrådsmedlem for Venstre, Birgitte Josefsen